# День Питера Худжара
«День Питера Худжара» (англ. Peter Hujar's Day) — американская биографическая драма режиссёра Айры Сакса, по его же сценарию. Главные роли исполнили Бен Уишоу и Ребекка Холл. Премьера состоялась в 2025 году.

## Сюжет
Действие фильма происходит в декабре 1974 года в Нью-Йорке. Сюжет фильма рассказывает о фотографе Питере Худжаре и его подруге Линде. Сакс рассказал в интервью Indie Wire, что это «фильм о том, что значит быть художником среди художников в городе, где никто не зарабатывал денег».

## В ролях
- Бен Уишоу — Питер Худжар
- Ребекка Холл — Линда Розенкранц

## Производство
Сценаристом и режиссёром фильма стал Айра Сакс, который изначально предполагал снять короткометражный фильм, но затем решил сделать его полнометражным. Продюсерами фильма стали Джордан Дрейк и Джона Дизенд.
Актёрский состав возглавили Бен Уишоу и Ребекка Холл. Уишоу исполнит роль фотографа Питера Худжара, а Холл — писательницы Линды Розенкранц. Розенкранц выпустила в 2021 году одноимённую книгу, в которой описывает жизнь и деятельность Худжара в течение 24 часов в 1974 году.
Съёмки фильма прошли в Нью-Йорке в ноябре 2023 года.
Премьера фильма состоялась в 2025 году на кинофестивале «Сандэнс».